# Stahlhelm, Bund der Frontsoldaten

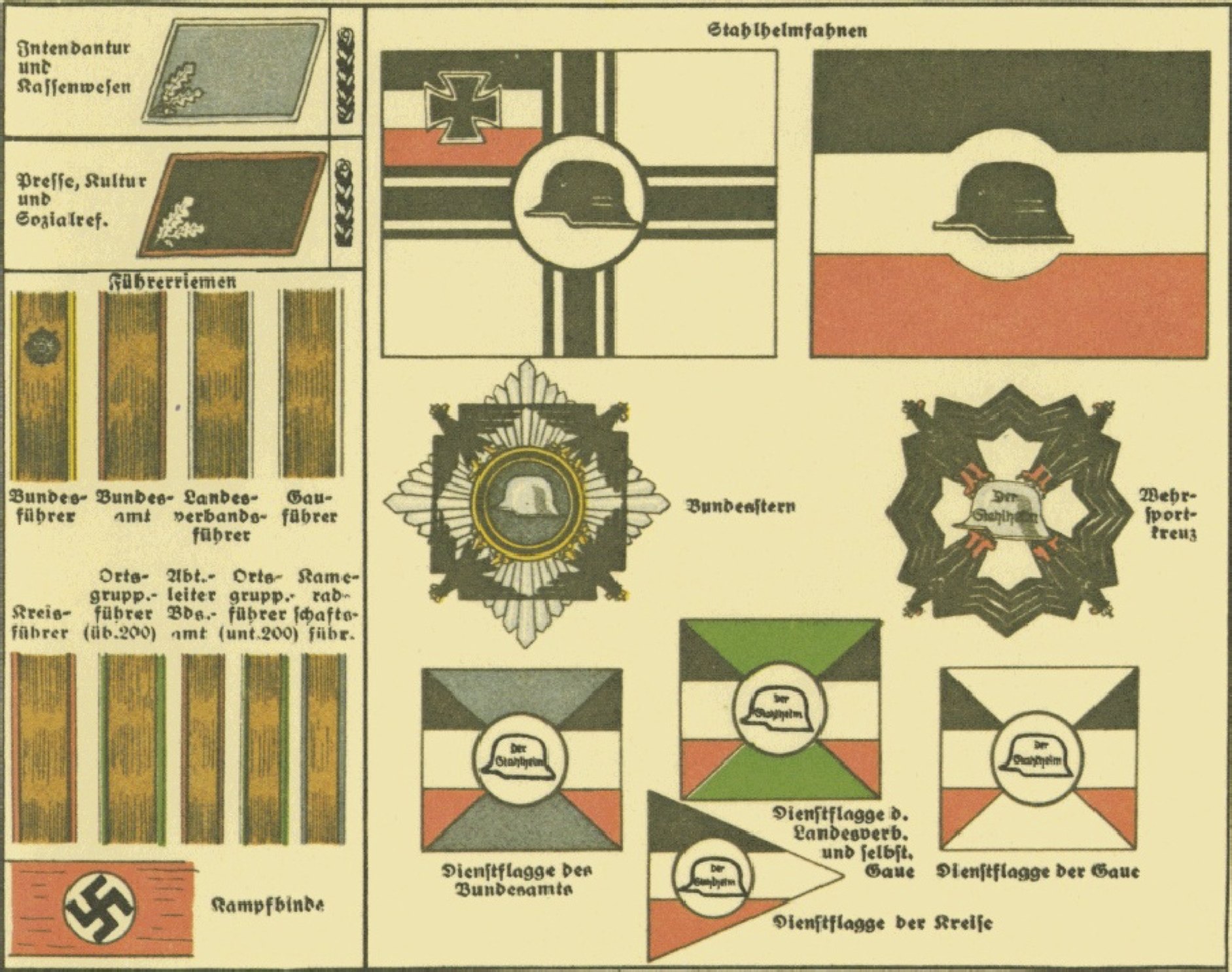
Abzeichen und Insignien des Stahlhelmbundes (Auszug)

Der Stahlhelm, Bund der Frontsoldaten war ein Wehrverband zur Zeit der Weimarer Republik, der kurz nach Ende des Ersten Weltkrieges am 25. Dezember 1918 von dem Reserveoffizier Franz Seldte in Magdeburg gegründet wurde. Seldte war zusammen mit Theodor Duesterberg Vorsitzender der Vereinigung. Sie galt als der demokratiefeindlichen Deutschnationalen Volkspartei (DNVP) nahestehend, so stellte der Stahlhelm bei deren Parteiversammlungen vielfach den (bewaffneten) Saalschutz.
Ab 1933 wurde der Stahlhelm schrittweise von den Nationalsozialisten gleichgeschaltet und 1935 aufgelöst. Nach dem Krieg erfolgte 1951 eine Neugründung als Der Stahlhelm – Kampfbund für Europa.

## Name

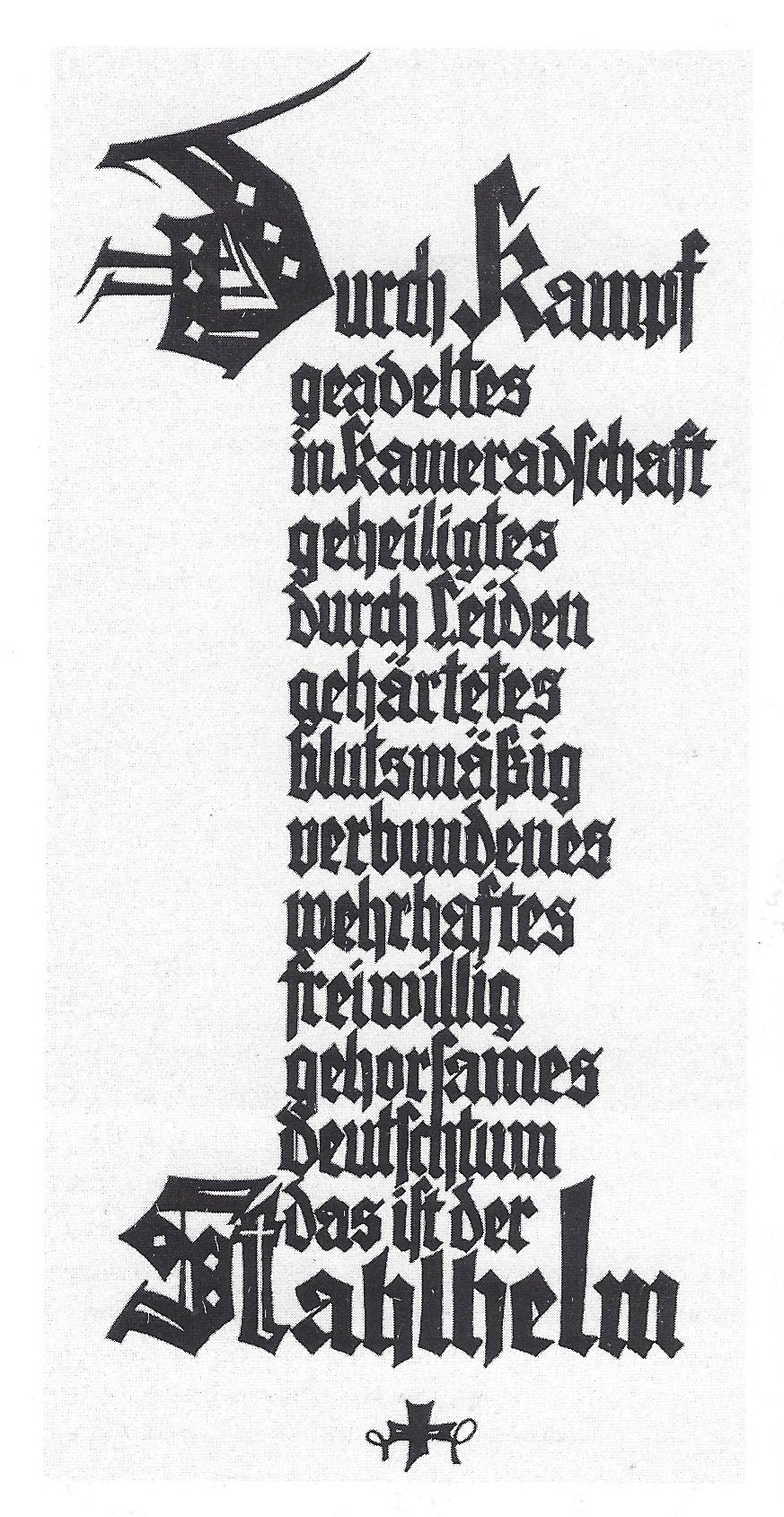
Leitspruch

Der Name geht zurück auf den 1916 im deutschen Heer eingeführten Stahlhelm. Für viele Frontsoldaten wurde er zum Sinnbild für Härte und Opferbereitschaft.

## 1918 bis 1933

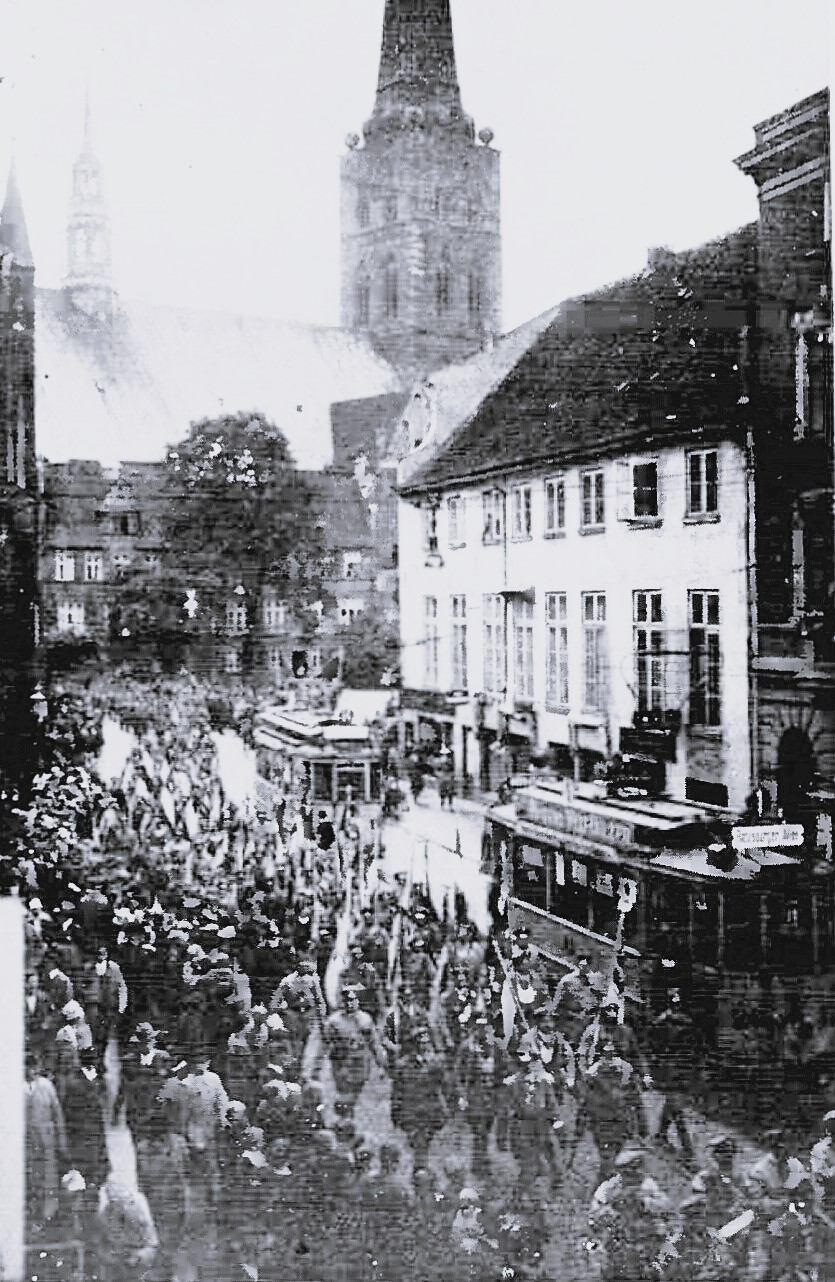
Der Festmarsch der über 5000 Teilnehmer mit mindestens 100 Fahnen beim Stahlhelm- und Treubundtag in Lübeck (1927).

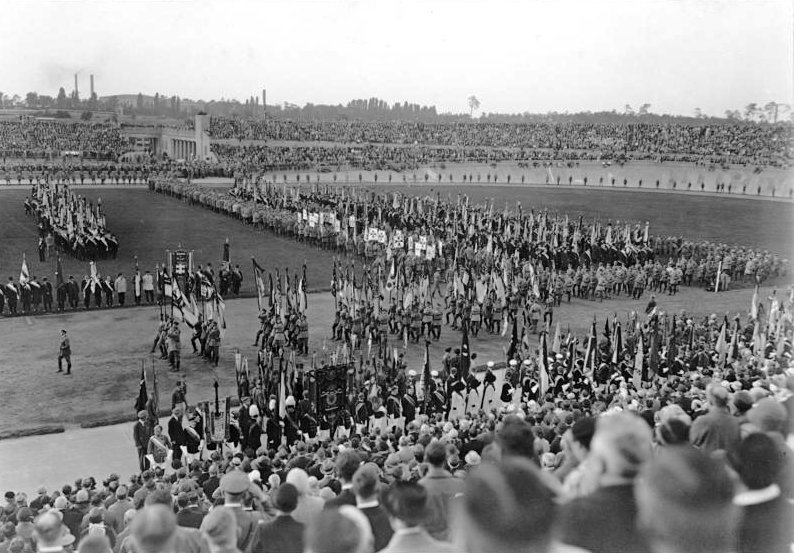
Einzug der Fahnenkompanien des Stahlhelm während der Großveranstaltung „Zehn Jahre Versailler Vertrag“, Deutsches Stadion (Berlin), Juni 1929

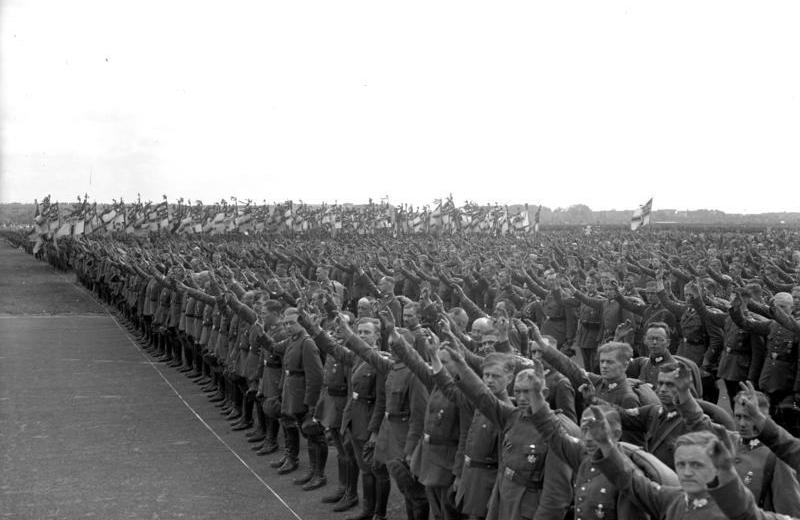
13. Frontsoldatentag des Stahlhelms auf dem Flughafen Berlin-Tempelhof mit rund 150.000 Teilnehmern im September 1932

Der Stahlhelm wurde am 25. Dezember 1918 in Magdeburg auf Initiative des Reserveoffiziers Franz Seldte als Stahlhelm-Bund der Frontsoldaten gegründet. Seldte war bis 1927 alleiniger Bundesführer und ab 1927 kam es zu einer Doppelspitze mit dem bis dahin stellvertretenden Vorsitzenden Theodor Duesterberg.
Finanziert wurde der Stahlhelm von ehemaligen Militärs und den im Deutschen Herrenklub zusammengeschlossenen Unternehmern sowie von ostelbischen Großgrundbesitzern.
Der Stahlhelm verstand sich als Organisation, in der das Wirken aller Kriegsteilnehmer Anerkennung finden sollte, und stand in eindeutiger Opposition zum politischen System der Weimarer Republik. Im Stahlhelm herrschte eine Weltanschauung vor, die sich stark an der Kaiserzeit orientierte. Ehemaligen Frontsoldaten jüdischen Glaubens wurde die Mitgliedschaft verwehrt (siehe hierzu Reichsbund jüdischer Frontsoldaten). In eigenen Untergliederungen (Scharnhorstbund, Jungstahlhelm, Stahlhelm-Studentenring Langemarck, Landsturm) wurden ab 1924 interessierte Heranwachsende und ältere frontunerfahrene Männer militärisch ausgebildet, wobei die Reichswehr tatkräftige Unterstützung leistete. Die Mitglieder und ihre Führer verstanden sich als Personalreserve für die durch den Friedensvertrag von Versailles zahlenmäßig auf 100.000 Mann beschränkte Reichswehr. Die Mitgliederzahl vergrößerte sich bis 1930 auf über 500.000 Mitglieder. Der Stahlhelm war somit nach dem Reichsbanner Schwarz-Rot-Gold der zweitstärkste paramilitärische Verband der Weimarer Republik.
Mindestens bis zur Gründung eines eigenen Stahlhelm-Frauenbundes im Jahr 1928 galt der Bund Königin Luise als inoffizielle Frauenorganisation des Verbandes.
Obwohl sich der Stahlhelm offiziell als überparteilich darstellte, trat er seit 1928 offen als republik- und demokratiefeindlich und auch als antisemitisch und rassistisch in Erscheinung. Ziele waren die Errichtung einer Autokratie in Deutschland, die Vorbereitung eines Revanchekrieges und die Errichtung eines antiparlamentarischen Ständestaates. In der „Fürstenwalder Haßbotschaft“ vom September 1928 hieß es: „Wir hassen mit ganzer Seele den augenblicklichen Staatsaufbau, seine Form und seinen Inhalt“, weil er ein Hindernis dagegen darstelle, „unser geknechtetes Vaterland zu befreien, […] den notwendigen Lebensraum im Osten zu gewinnen und das deutsche Volk wieder wehrhaft zu machen“. Deshalb bezeichneten die Stahlhelm-Mitglieder gegen Ende der Weimarer Republik sich selbst in Abgrenzung zur NSDAP auch als die „deutschen Faschisten“. Zu weiteren Grundforderungen gehörten die Schaffung eines „völkisch großdeutschen Reiches“, die Bekämpfung der Sozialdemokratie sowie des „Händlergeistes des Judentums“ und der demokratisch-liberalen Weltanschauung, die Vergabe führender Stellen im Staat an Frontsoldaten und eine Politik für Lebensraum im Osten.
Im Jahre 1922 stand ein Arierparagraph, der alle jüdischen Mitglieder entfernen sollte, auf der Tagesordnung des „Frontsoldatentags“. Die Entscheidung wurde verschoben und dann 1924 mit einem Beschluss zur „Ausschaltung fremdrassiger Einflüsse“ getroffen. Damit wurden politische, wirtschaftliche und kulturelle Antisemitismen wie „Drückeberger“, „Kriegsgewinnler“, „Novemberverbrecher“ und „jüdische Bolschewisten“ aufgerufen, die schon seit Gründung des Verbandes als Feindbilder verankert waren. Wie die anderen Organisationen auf der politischen Rechten war auch der Stahlhelm eine dezidiert antikommunistische Formation.
Im Laufe der 1920er Jahre traten dem Stahlhelm mehrere Prinzen des vormaligen preußischen Königshauses und anderer deutscher Fürstenhäuser bei. Beim Stahlhelmtag im Mai 1927 marschierten im ersten Zug die Prinzen Eitel Friedrich, Oskar und August Wilhelm neben Herzog Carl Eduard von Sachsen-Coburg und Gotha als „einfache Stahlhelmleute ohne Chargengrad“ durch Berlin. Beim Stahlhelmtag 1928 in Breslau traten der ehemalige sächsische König Friedrich August III., Kronprinz Wilhelm, Kronprinzessin Cecilie und Prinz Wilhelm auf. Auf dem Bayerischen Stahlhelm-Tag in Regensburg trat im Jahr 1930 Franz Joseph Prinz von Thurn und Taxis als Stahlhelm-Mitglied auf. Gegen die Gründung einer Stahlhelm-Ortsgruppe mit dem Namen des Kronprinzen Wilhelm intervenierte der exilierte Kaiser Wilhelm II., dem eine zu eindeutige politische Positionierung seiner Söhne missfiel, allerdings im Mai 1931.
Am 9. Oktober 1929 sprach der preußische Innenminister Albert Grzesinski ein Verbot der Landesverbände Rheinland und Westfalen aus, welches in einem im September 1929 in Langenberg (Rheinland) illegal durchgeführten „Geländespiel“ begründet lag. Am 16. Juli 1930 wurde das Verbot wieder aufgehoben.
Gemeinsam mit der DNVP unter Alfred Hugenberg und der NSDAP unter Adolf Hitler organisierte der Stahlhelm einen Volksentscheid gegen den Young-Plan.
Auch der Volksentscheid zur Auflösung des preußischen Landtages ging auf eine Initiative des Stahlhelm zurück. Die sozialdemokratisch geführte Regierung des Freistaates Preußen war seinen rechten Führern mit ihrem Vorgehen gegen republikfeindliche Umtriebe und vor allem mit dem Verbot des Stahlhelm vom Oktober 1929 schon länger ein Dorn im Auge. Duesterberg und Seldte strebten mit dieser Initiative außerdem eine möglichst breite Sammlung der Rechten an, die bis ins national- und wirtschaftsliberale Lager reichen sollte. DNVP und NSDAP setzten dagegen auf eine Polarisierung des politischen Spektrums zwischen ihnen und den angeblich marxistischen Parteien, durch die die Parteien dazwischen zerrieben werden sollten. Erst nach längeren Verhandlungen, nachdem der Volksentscheid am 6. August 1931 bereits gescheitert war, konnten sie sich auf eine gemeinsame Tagung der „Nationalen Opposition“ einigen, die gegen die Regierung Brüning im Besonderen und die Weimarer Republik im Allgemeinen gerichtet. Die Harzburger Front führte allerdings zu keiner dauerhaften Zusammenarbeit der Rechten. Bereits wenige Tage nach der gemeinsamen Veranstaltung in Bad Harzburg scheiterte am 17. Oktober 1931 ein Treffen führender Nationalsozialisten mit der Stahlhelmführung, bei dem die Friktionen zwischen beiden Organisationen hatten beigelegt werden sollen. Im ersten Wahlgang der Präsidentschaftswahl 1932 stellte der Stahlhelm mit Theodor Duesterberg einen eigenen Kandidaten auf und unterstützte den nationalsozialistischen Kandidaten Adolf Hitler nicht.

## 1933 bis 1935

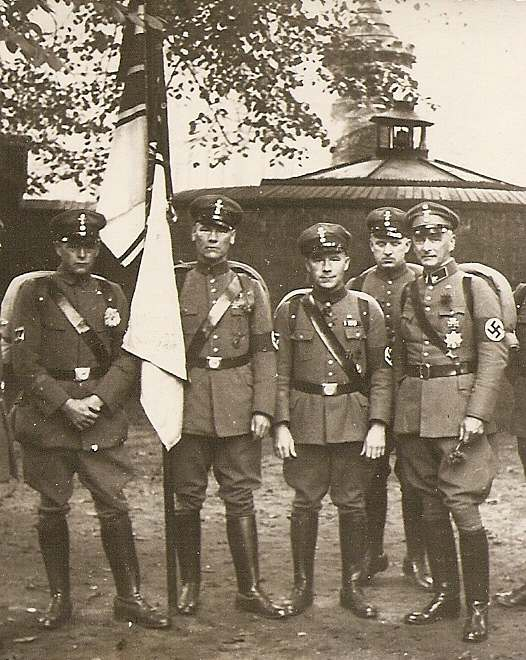
Mitglieder des Stahlhelms um 1934; die Rangabzeichen des Offiziers weisen diesen als Angehörigen des sogenannten „Ringstahlhelm“ aus

### In der Regierung Hitler
Am 30. Januar 1933 trat Stahlhelmführer Seldte als Arbeitsminister ins Kabinett Hitler ein. Nur durch die Einrahmung durch Konservative wie Franz von Papen, Hugenberg und eben Seldte hatte sich Reichspräsident Hindenburg dazu bereit gefunden, den ihm unsympathischen Hitler zum Reichskanzler zu ernennen. Seldte trat im April 1933 der NSDAP bei. Im August 1933 wurde er SA-Obergruppenführer. Er blieb Reichsarbeitsminister bis 1945.
Am 11. Februar schloss sich der Stahlhelm mit der DNVP zur Kampffront Schwarz-Weiß-Rot zusammen. Diese erzielte bei den Reichstagswahlen vom 5. März nur acht Prozent. Am 24. März stimmten alle Abgeordneten der Kampffront für Hitlers Ermächtigungsgesetz.

### Entwaffnungs-Aktion gegen den Braunschweiger Stahlhelm
Die Entwaffnungs-Aktion gegen den Stahlhelm in Braunschweig, der von der NSDAP so genannte Stahlhelm-Putsch am Montag, dem 27. März 1933, ist ein Beispiel des Drucks auf den Stahlhelm. Durch die Aufnahme ehemaliger Reichsbanner-Mitglieder in seine Reihen war dort lokal versucht worden, die Bedeutung des Verbands zu stärken. Dagegen richtete sich eine massive Aktion der SA und SS, zum Teil in Zusammenarbeit mit der lokalen Polizei, die die zeitweise Inhaftierung der 1500 Stahlhelm-Mitglieder und -Führer und ein vorübergehendes Organisations-Verbot einschloss. 1000 der Verhafteten waren Mitglieder der SPD und KPD. Viele der Bewerber um die Neuaufnahme wurden misshandelt.

### Gleichschaltung und Auflösung

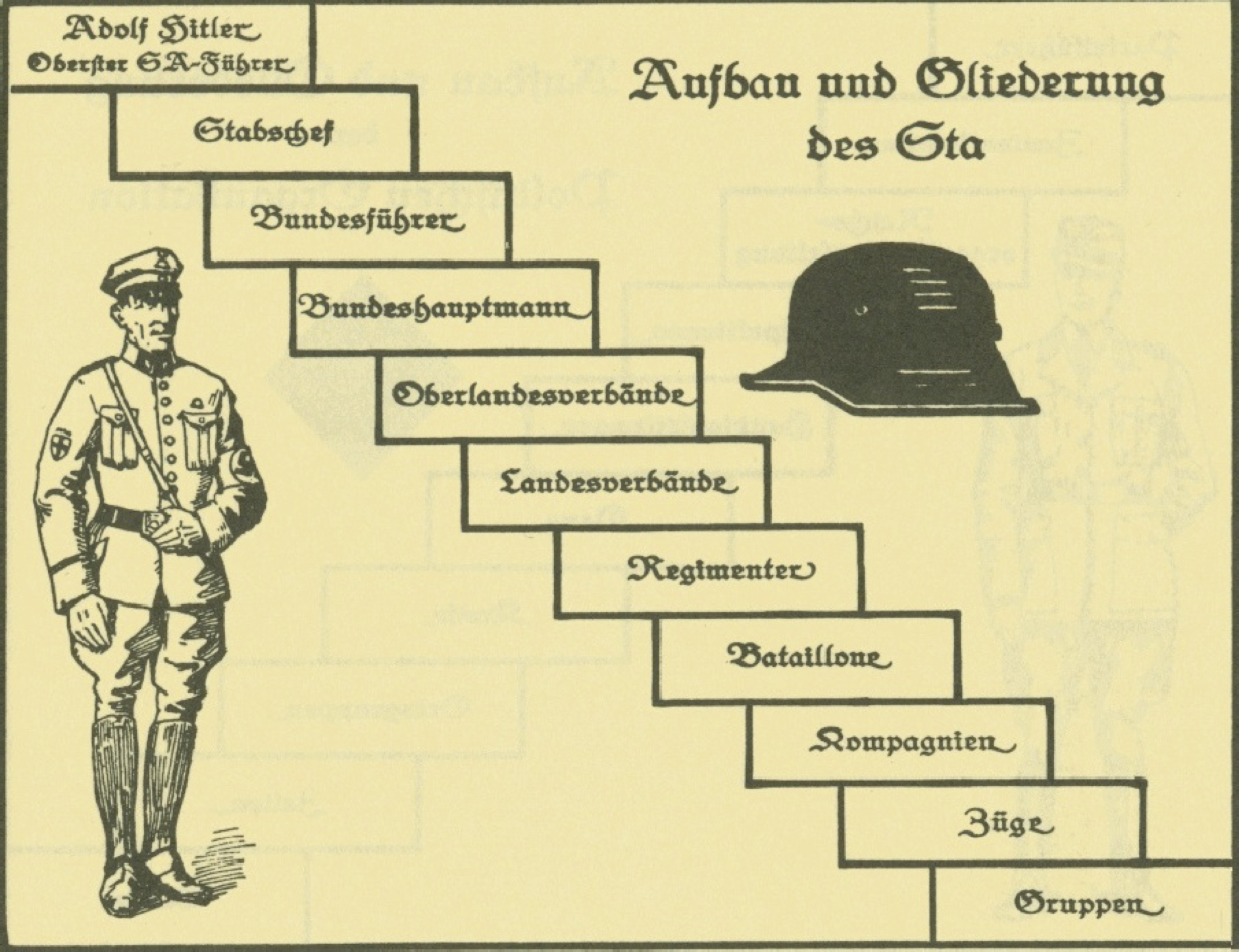
Organisationsstruktur des Stahlhelms innerhalb der SA nach „freiwilliger“ Unterstellung (ab 1933)

Nachdem Seldte am 27. April 1933 erklärt hatte, dass er sich und den Stahlhelm als „geschlossene soldatische Einheit dem Führer“ unterstelle, erfolgte in den Jahren 1933/34 die Gleichschaltung des Stahlhelms, seiner Nebenorganisationen und aller übrigen militaristischen Organisationen durch Unterstellung unter die SA. Der Reichsjungstahlhelm-Führer Elhard von Morozowicz, früh bekanntgeworden durch die Fürstenwalder Haßbotschaft, wurde bald SA-General (Gruppenführer). Die unter 35-jährigen Mitglieder, rund 314.000, übernahm ab Juli die SA direkt als „Wehrstahlhelm“. Unter der Bezeichnung „SA-Reserve I“, Leiter Franz von Stephani, wurden die 36- bis 45-jährigen Mitglieder des Stahlhelms bis September 1933 organisatorisch der SA-Führung unterstellt, die über 45-jährigen als „SA-Reserve II“. Im Januar 1934 „verschmolzen“ diese Verbände mit der SA. Der Rest erhielt im März 1934 den Namen „Nationalsozialistischer Deutscher Frontkämpferbund (Stahlhelm)“. Am 7. November 1935 löste Hitler auch diese Organisation auf.

## Nach 1945
Im Jahre 1951 wurde Der Stahlhelm e. V. in Köln als eingetragener Verein neu gegründet, woran sich auch der ehemalige Generalfeldmarschall Albert Kesselring beteiligte. Alt- und Neonazis sowie Teile der rechtsextremen Szene knüpfen bis heute auch an die Ideologie des „Stahlhelm“ an, der sich später in „Der Stahlhelm e. V. – Bund der Frontsoldaten – Kampfbund für Europa“ umbenannte und eine Zeit lang seinen Hauptsitz im niedersächsischen Jork hatte. Einige der Landesverbände des Vereins haben sich (Stand 2011) selbst aufgelöst.

## Publikationen
Das Zentralorgan Der Stahlhelm erschien zuerst als Halbmonatsschrift, ab 1924 als Wochenzeitung. Die Auflage überschritt Mitte der 1920er Jahre deutlich 100.000, fiel danach aber auf unter 100.000 zurück. Neben kleineren Organen für Studenten und Monatsbriefen für Stahlhelmführer erschien in den Jahren 1925/26 Die Standarte mit dem Untertitel Beiträge zur geistigen Vertiefung des Frontgedankens. Nichtamtliche Führerbeilage zum Stahlhelm. Sie wurde in den Jahren 1926–1929 mit dem neuen Zusatz Wochenschrift des neuen Nationalismus von Ernst Jünger, Franz Schauwecker und anderen herausgegeben.

## Bekannte Mitglieder
- siehe: Kategorie:Mitglied im Stahlhelm